# Окуловы
Окуловы (Акуловы) — русские дворянские роды.
Род внесён в VI часть родословных книг Московской, Ярославской и Вологодской губерний.
Есть ещё два рода Окуловых, восходящих к XVII века, и пять родов этого имени, позднейшего происхождения.

## История рода
Опричником Ивана Грозного числился Матвей Окулов (1573). Моисей Фёдорович служил в детях боярских по Епифани (1585).
Сын боярский Осип Романович в начале XVII столетия вёрстан поместьем в Воронежском уезде и его потомство внесено в родословную книгу Воронежской губернии. Служа по Бежице Любим Безсонов вместе с сыновьями — Василием, Иваном и Яковом  владел поместьями (1623), за службу и храбрость отца его, от царя Алексея Михайловича пожалован грамотой на поместье  и денежными окладами (1654). Надежда и Семён Нестеровичи служили по Арзамасу (1628), в том же году Гаврила Тимофеевич вёрстан новичным окладом по Белёву. Любим Нестерович и Семён Иванович вёрстаны поместными окладами в Симбирском уезде (1653). Дети боярские Семён Фёдорович и его сын Агафон владели поместьями в Землянском уезде (1665-1686). Также в XVII столетии  представители рода владели поместьями в Пензенском, Ряжском и Свияжском уездах.
Восемь представителей рода владели населёнными имениями (1699).

## Описание герба
Щит разделен на четыре части, из коих в первой части, в голубом поле, изображены золотой крест и под ним серебряный полумесяц, рогами вниз обращенный (изм. польский герб Деспот). Во 2-й и 3-й частях, в золотом поле, горизонтально положены три шпаги и три стрелы, остроконечиями в левую сторону. В 4-й части, в красном поле, серебряная крепость.
Щит увенчан дворянским шлемом с дворянской на нём короной, на поверхности коей видна согбенная в латах рука со шпагой. Намёт на щите голубой и красный, подложен золотом. Щитодержатели: лев и гриф. Герб рода Окуловых внесен в Часть 7 Общего гербовника дворянских родов Всероссийской империи, стр. 58.

## Известные представители
- Окулов Василий — воевода в Дмитрове (1665).
- Окуловы: Максим Яковлевич и Борис Иванович — стряпчие (1682—1692).
- Окулов Василий Панкратьевич — письменный голова, московский дворянин (1676—1677), воевода в Енисейске (1683—1685).
- Окулов Фёдор Иванович — стряпчий (1683), стольник (1686).
- Окуловы: Яков Панкратьевич и Павел Иванович — московские дворяне (1676—1692)[5][6].
- Окулов Прокофий Иванович — стряпчий (1680), стольник (1686—1692), воевода в Верхнем-Ломове (1690)[7].
- Окулов Павел Прокофьевич — помещик, отставной прапорщик лейб-гвардии Преображенского полка.
- Окулов, Николай Павлович (1797 — 1871) — морской офицер, декабрист.
- Окулов Матвей Герасимович (1734—1819) — дворянский депутат Богородского округа.
- Окулов Алексей Матвеевич (1766—1821) — олонецкий (1803) и херсонский (1804) губернатор.
- Окулов Модест Матвеевич (1768—1812) — генерал-майор Русских войск, погиб (1812), его имя занесено на стену храма Христа Спасителя г. Москва.
- Матвей Алексеевич Окулов (1791—1853) —  камергер, статский советник, директор 1-й Московской гимназии[8]